# Gonga (Nguelebok)
Pour les articles homonymes, voir Gonga.
Gonga est un village du Cameroun situé dans le département de la Kadey et la région de l'Est. Il fait partie de la commune de Nguelebok, du canton Kaka Mbondjo.

## Population
En 1966, le village comptait 146 habitants, principalement des Kaka.
Lors d'une enquête de terrain de 2012, on y a dénombré 250 personnes.